# 特里斯坦·沃克
特里斯坦·沃克（英語：Tristan Walker，1991年5月16日—），加拿大男子雪橇运动员。他曾代表加拿大参加2010年、2014年、2018年和2022年冬季奥林匹克运动会雪橇比赛，其中2018年冬季奥运会获得一枚银牌。